# 피노키오 (1940년 영화)
《피노키오》(영어: Pinocchio)는 월트 디즈니 피처 애니메이션이 제작한 1940년 미국의 만화 영화다. 1883년에 출판된 소설, 피노키오의 모험을 기반으로 제작되었다. 월트 디즈니 컴퍼니의 정규 극장판으로는 2번째이며, 벤 샤프스틴이 감독하여 1940년 2월 7일 RKO 라디오 픽처스를 통해 극장에 배급되었다.

## 줄거리
지미니 크리켓은 내레이터로서 청중에게 연설하고 이야기를 시작한다.
지미니는 19세기 후반 이탈리아의 한 마을에 와서 피노키오라는 이름의 인형을 만드는 제페토라는 목공예가이자 장난감 제작자의 가게에 도착했다. 잠이 들자 제페토는 피노키오가 진짜 소년이 되도록 스타에게 소원을 빌었다. 그날 밤 늦게 푸른 요정이 작업장을 방문하여 여전히 꼭두각시 인형인 피노키오에게 생명을 불어넣는다. 그녀는 그가 용감하고 진실하며 비이기적이라는 것을 증명하면 진짜 소년이 될 것이라고 알려준다. 지미니가 자신을 드러내자 푸른 요정은 그를 피노키오의 양심으로 지정한다. 제페토는 피노키오가 떨어지는 소란을 듣고 잠에서 깨어났고, 피노키오가 살아 있고 진짜 소년이 될 것이라는 사실을 알고 기뻐한다.
다음날 아침, 학교로 걸어가던 피노키오는 사기꾼 여우 어니스트 존과 그의 조수 고양이 기디온에 의해 길을 잃게 된다. 정직한 존은 지미니의 반대에도 불구하고 스트롬볼리의 인형극에 참여하도록 그를 설득한다. 피노키오는 스트롬볼리의 스타 명소가 되지만 그가 집에 가려고 하자 스트롬볼리는 그를 새장에 가두고 피노키오와 함께 세계 여행을 떠나게 된다. 지미니가 친구를 구출하려다 실패하자 푸른 요정이 나타나고, 불안한 피노키오는 무슨 일이 있었는지 거짓말을 하며 코가 자라게 된다. 푸른 요정은 코를 되찾고 피노키오가 보상하겠다고 약속하자 풀어주지만 더 이상 도움을 줄 수 없다고 경고한다.
한편, 수수께끼의 마부는 정직한 존을 고용하여 불순종한 소년들을 찾아 플레저 아일랜드로 데려간다. 소년들에게 무슨 일이 일어나는지에 대한 코치맨의 암시는 정직한 존과 기디언을 놀라게 하지만, 전자는 마지못해 그 일을 받아들이고 피노키오를 찾아 플레저 아일랜드로 휴가를 보내도록 설득한다. 섬으로 가는 길에 피노키오는 불량소년 램프윅과 친구가 된다. 플레저 아일랜드에서는 자신의 활동을 강제할 규칙이나 권한이 없이 피노키오, 램프윅 및 기타 많은 소년들이 곧 기물 파손, 싸움, 흡연, 음주와 같은 악행에 가담한다. 지미니는 결국 술집에서 램프윅과 함께 담배를 피우고 당구를 치는 피노키오를 발견하고, 피노키오가 램프윅의 행동을 옹호한 후 두 사람은 사이가 나빠진다. 지미니는 플레저 아일랜드를 떠나려고 시도하면서 소년들을 스스로 "멍청이"로 만든 후 당나귀로 만드는 끔찍한 저주가 섬에 숨겨져 있음을 발견하고 마부들에 의해 노예 노동으로 팔려간다. 피노키오는 램프윅이 당나귀로 변신하는 것을 목격하고 지미니의 도움으로 완전히 변신하기 전에 탈출하지만 여전히 당나귀의 귀와 꼬리를 가지고 있다.
집에 돌아온 피노키오와 지미니는 제페토의 작업장이 비어 있는 것을 발견하고 푸른 요정으로부터 비둘기 모양의 편지를 받는다. 제페토는 피노키오를 찾으러 나갔고 기쁨의 섬으로 항해했다는 내용이었다. 그러나 그는 몬스트로라는 향유고래에게 삼켜져 지금은 그 뱃속에 갇혀있다. 아버지를 구하기로 결심한 피노키오는 지미니와 함께 바다에 뛰어들고 곧 몬스트로에게 삼켜지고, 그곳에서 제페토와 재회한다. 피노키오는 몬스트로가 재채기를 하게 하여 탈출시키려는 계략을 고안하지만, 고래는 그들을 쫓아오다가 꼬리로 뗏목을 박살낸다. 피노키오는 몬스트로가 충돌하고 피노키오가 죽는 것처럼 보이는 순간 제페토를 사심 없이 작은 만의 안전한 곳으로 끌어낸다.
집으로 돌아온 제페토, 지미니, 피가로, 클레오는 피노키오를 애도한다. 그러나 자신이 용감하고 진실하며 비이기적임을 증명하는 데 성공한 피노키오는 푸른 요정에 의해 부활하여 진짜 인간 소년으로 변해 모두에게 기쁨을 선사한다. 그룹이 축하하는 동안 지미니는 밖으로 나가 요정에게 감사를 표하고 그가 공식 양심임을 증명하는 순금 배지를 받는다.

## 성우진
| 배역            | 영어 성우           | 한국어 성우         |
| --------------- | ------------------- | ------------------- |
| 피노키오        | 디키 존스           | 김선우              |
| 지미니 크리켓   | 클리프 에드워즈     | 탁원제 박상준(노래) |
| 제페토 할아버지 | 크리스천 루브       | 장승길              |
| 피가로          | 클래런스 내시       | -                   |
| 어니스트 존     | 월터 캐틀렛         | 김재우              |
| 스트롬볼리      | 찰스 주델스         | 한상덕              |
| 푸른 요정       | 에블린 베너블       | 강희선              |
| 램프윅          | 프랭키 대로         | 이정호              |
| 마부            | 찰스 주델스         | 유해무              |
| 몬스트로        | 설 레이븐스크로프트 | -                   |

## 음악
유명한 곡으로는 다음과 같은 곡이 있다:
- "When You Wish upon a Star"
- "Little Wooden Head" - Geppetto
- "Give a Little Whistle"
- "Hi-Diddle-Dee-Dee"
- "I've Got No Strings"

## 같이 보기
- 월트 디즈니 픽처스의 영화 목록
- 역대 최고의 영화 목록